# Constantin de Renneville
René Auguste Constantin de Renneville, né à Caen le 9 octobre 1677 et mort dans le landgraviat de Hesse-Cassel le 13 mars 1723, est un auteur français.

## Biographie
Directeur des aides et domaines à Carentan, Constantin de Renneville quitte la France pour les Pays-Bas en 1699 en raison de ses convictions protestantes. Trois ans après son retour, ayant composé des vers contre Louis XIV et Philippe V, il est dénoncé comme espion et emprisonné à la Bastille où il reste onze ans jusqu’en 1713. La série de poèmes, appelés Otia bastiliaca, qu’il a rédigés en marge d’un exemplaire d’Auteurs déguisés (Paris, 1690) pendant son emprisonnement ont été redécouverts par James Tregaski en 1906.
Libéré grâce à l’intervention d'Anne d’Angleterre, il se rend en Angleterre où il relate sa captivité sous le titre d’Histoire de la Bastille (5 tomes, 1713-24), dédié à George Ier et qui sera traduit en anglais, néerlandais et italien. Une autre de ses œuvres d’importance est le Recueil des voyages qui ont servi a l'établissement de la Compagnie des Indes Orientales aux Provinces Unies (10 tomes, Rouen, 1725). 
À sa mort, il était commandant d’artillerie au service du landgrave de Hesse-Cassel.

## Œuvres
- L’inquisition françoise : ou, L’histoire de la Bastille, Amsterdam, Étienne Roger, 1715  T1  T2  T4  T5
- Supplément à l’histoire de l’inquisition françoise ou de la Bastille, Amsterdam, Étienne Roger, 1719
- Recueil des voiages qui ont servi à l'établissement & aux progrès de la Compagnie des Indes Orientales, formée dans les Provinces-Unies des Païs-Bas, traduction de Isaac Commelinus, Pierre Cailloux (libraire), 1725.
- Cantiques de l’écriture sainte paraphrasés en sonnets, Amsterdam, Étienne Roger, 1703
- Psaumes de la Pénitence paraphrasés en sonnets, La Haye, 1715
- Poème en vers libre pour le jour de l’heureuse naissance de S.A.S.M. Charles, Landgrave de Hesse, Cassel, 1722
- Œuvres spirituelles contenant diverses poésies chrétiennes, Amsterdam, 1725
- Anecdotes bas-normandes, 1724 ; rééd. par Paul Le Cacheux, Évreux, Impr. de l’Eure, 1899
- Olaf Simons, Marteaus Europa oder Der Roman, bevor er Literatur wurde (Amsterdam, 2001), p. 647-661.